# Sophie Mefan
Sophie Mefan (* 1995 in München) ist eine deutsche Musicaldarstellerin und Schauspielerin.

## Werdegang
Sophie Mefan studierte an der Theaterakademie August Everding in München und war Stipendiatin der Studienstiftung des Deutschen Volkes und der Richard Stury Stiftung. Während des Studiums erhielt sie Engagements am Staatstheater Nürnberg, am Landestheater Linz und am Tiroler Landestheater. Von 2019 bis 2021 wirkte sie als Ensemblemitglied am Salzburger Landestheater. Dort übernahm sie unter anderem die Rollen der Eliza Doolittle in My fair Lady, der Sally Bowles in Cabaret und der Bessie Worthington in Die Blume von Hawaii.
Sie gastierte zudem am Staatstheater Augsburg (als Roxie Hart und Velma Kelly in Chicago), am Opernhaus Chemnitz (als Eliza Doolittle sowie als Ariel Moore in Footloose), am Staatstheater Kassel (als Sally Bowles). Bei den Schlossfestspielen Ettlingen war sie als Babe Williams in The Pajama Game zu hören. Seit Herbst 2022 spielt sie im Wiener Ronacher Florika und Esmeralda in Der Glöckner von Notre Dame.

## Repertoire (Auswahl)
- Dorothy in Der Zauberer von Oz
- Marie in Cinderella
- Annie, Roxie Hart und Velma Kelly in Chicago
- Columbia in The Rocky Horror Show
- Eliza Doolittle in My Fair Lady
- Bessie Worthington in Blume von Hawaii
- Maria Magdalena in Jesus Christ Superstar
- Sally Bowles in Cabaret
- Ariel Moore in Footloose
- Miss Kitty in Der Schuh des Manitu
- Babe Williams in The Pajama Game
- Florika in Der Glöckner von Notre Dame

## Soloprojekte
- 2020: All you need is...? Solistin, Autorin, Übersetzerin; Salzburger Landestheater

## Auszeichnungen
- 2. Preis beim Dance World Cup
- 1. Preis im Musicalwettbewerb „Junge Stars“
- 2014: Leonhard und Ida Wolf-Gedächtnispreis für Musik der Stadt München[2]
- 2019: 1. Preis im Hauptwettbewerb des Bundeswettbewerb Gesang Berlin[2]
- 2021: Nominierung als beste Nachwuchskünstlerin: Österreichischer Musiktheaterpreis 2021[2]
- 2024: BroadwayWorld Germany Award in der Kategorie „Best Supporting Performer“ in Disneys Hercules[3]